# Clase H (1939)
La clase H de 1939 fue una de las clases de acorazados más grandes que los alemanes proyectaron en la Segunda Guerra Mundial.
Estaban pensados como parte del Plan Z a principios de los años 1930 e inicios de los años 1940.  
Aparte de la clase H de 1939 (también llamada "H-39"), existieron más variantes, las cuales incrementaban el tamaño de las baterías principales, tonelaje y desplazamiento. Ninguna de ellas fue completada, siendo solamente puestas en marcha dos de cuatro naves de la Clase H-39.  

## Historial
La clase H alemana debía ser un desarrollo mejorado de los acorazados de la clase Bismarck, a la que superaría en tamaño, armamento y blindaje, y serían el núcleo del plan z de la Kriegsmarine. Armados con 8 cañones de 406 mm hubieran sido capaces de enfrentarse y abatir a cualquier nave aliada a excepción de los clase Montana norteamericanos. Eran verdaderas fortalezas flotantes de impresionantes características. Como punto negativo destacaba la irracional disposición de la catapulta de popa. 

## Especificaciones
Al ser terminadas, las naves de la clase H-39 deberían haber tenido una longitud total de 277.8 m, con una línea de flotación de 266 m. Tendrían un desplazamiento estándar de 52,600 toneladas, aumentando a 62,600 con armamento completamente equipado. 
Serían impulsadas por doce motores de diésel "MAN" de doble acción y 9 cilindros. Estarían acomodados en grupos de cuatro, en tres ejes, controlando hélices de tres hojas de 4.8 m de diámetro. Cuatro calderas auxiliares podrían proporcionar energía de reserva; dos eran movidas por aceite y se localizarían entre las salas de transmisión centrales. Las otras dos, propulsadas por gas, estarían sobre las anteriores. La planta de poder podría proporcionar 165,000 caballos de fuerza, equivalente a 123,000 kW y daría 260 RPM. Estos serían capaces de proveer una velocidad máxima de 30 nudos. Cargarían hasta 8700 toneladas de combustible diésel, con lo cual se podría desplazar 7,000 millas náuticas a 28 nudos, o 19,200 millas náuticas a 19 nudos.
El diseño tenía un timón principal a lo largo de la quilla detrás del eje central y dos timones de ala más pequeños.

## Armamento
La batería principal consistiría en 8 cañones de 40.6 cm SK C/34 (Conocido como "Adolfkanone"), compuestos en pares para formar 4 torretas. Estos cañones usaban artillería de calibre 50 y tenían una velocidad de salida de 810 m/s. Estarían dotados con un total de 960 cartuchos de artillería o 120 proyectiles; pesando cada proyectil 1,030 kg. 
Las armas utilizaban un bloque de cierre deslizante, como era típico de las armas navales alemanas de la época; la recámara estaba completamente sellada con un cartucho de latón de 91 kg que contenía la carga del propelente principal de 128 kg. 
Las torretas podrían tener una elevación de 30 grados, lo que proveía un rango máximo de aproximadamente 36,400 m. Se esperaba que pudieran ejecutar dos rondas por minuto por cañón. 
No se sabe si tendría un control de fuego, pero como se esperaba que su construcción fuese terminada en 1944, lo más probable es que fueran equipados con este y más ingenios navales, similar al Tirpitz, ya que este último fue equipado a lo largo de 1943-44. Se fabricaron muchos cañones antes de que empezara la construcción de estas naves, por lo que su utilización pasó a ser de defensa costera, incluyendo una batería en Lindemann, Francia.
Doce cañones de 15 cm L/55 C28 estarían montados en seis torretas gemelas, las cuales serían las baterías secundarias de la nave. Este mismo tipo de batería fue usado en las naves de las clases Bismarck y Scharnhorst. Podían tener hasta 40 grados de elevación y tenían un rango máximo de 23,000 m. Disparaban artillería con un peso de 45.3 kg y tenían una velocidad de salida de 875 m/s. Serían principalmente usadas como defensa contra objetivos de superficie. 
También tendrían 6 tubos lanza torpedos de 53.3 cm, sumergidos. Estarían dispuestos en el arco, teniendo una divergencia de la línea central de 10 grados.
Dieciséis L/65 C33 FLAK de 10.5 cm proverían de una defensa antiaérea de largo alcance. Diferente de los montados en las clases Bismarck y Scharnhorst, estas estarían armadas para proteger a sus ocupantes contra metralla, escombros y ataques de artillería. También, las nuevas torretas proveerían una mayor velocidad de disparo y elevación. Para rangos más cercanos, las defensas antiaéreas estarían provista por baterías de dieciséis L/83 C33 de 3.7 cm y veinticuatro C38 de 2 cm. Los antiaéreos de 3.7 cm estarían dispuestos en ocho torretas gemelas mientras que los de 2 cm estarían acomodados en seis torretas cuádruples de Flakvierling. Varios historiadores han mencionado que estas disposiciones eran demasiado débiles para poder defender adecuadamente contra las modernas aeronaves que llegaron entre 1930 y 1945, y especulan que podrían haber sido mejoradas antes de que las naves fueran completadas.